# 米尔茨楚施拉格县

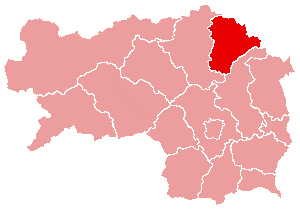
米尔茨楚施拉格县在施泰尔马克州的位置

米尔茨楚施拉格县（德語：Bezirk Mürzzuschlag）是奥地利施泰尔马克州所辖的一个旧县。总面积1394.6平方公里，总人口31472，人口密度23人/平方公里（2001年）。行政中心位于米尔茨楚施拉格。2013年1月1日，米尔茨楚施拉格县与穆尔河畔布鲁克县合并为布鲁克-米尔茨楚施拉格县。

## 行政区域
米尔茨楚施拉格县辖有34个市镇。